# Bhutan Premier League
De Bhutan Premier League (tot 2019 Bhutan National League) is de hoogste nationale voetbalcompetitie in Bhutan. Het verving in 2012 de A-Divisie met als doel een echte nationale competitie te creëren, in plaats alleen voor clubs afkomstig uit de hoofdstad Thimphu. De A-divisie blijft bestaan, maar dient nu als toernooi waarin de clubs proberen te promoveren naar de Premier League. Doordat het de hoogste competitie van Bhutan is, stroomt de winnaar in in een voorronde van de AFC Challenge League. Tot en met het seizoen 2023 plaatste de kampioen zich voor een voorronde van de AFC Cup.
Voor aanvang van de reguliere competitie spelen de zes laagst geëindigde clubs van het vorige seizoen samen met de twee hoogst geëindigde teams van de Bhutan Super League de Bhutan Premier League Qualifiers League om zes plekken voor het komende seizoen. De vier hoogstgeklasseerde teams in seizoen ervoor in de Bhutan Premier League spelen voordat de reguliere competitie begint nog de Coronation Cup.
De tien clubs die uiteindelijk de reguliere competitie gehaald hebben, spelen tegen elk ander team een thuis- en uitwedstrijd, dus er worden 18 speelronden in de reguliere competitie gespeeld.

## Clubs (2024)
- BFF Academy U-19
- Daga United
- Paro
- Phuentsholing United
- RTC FC
- Samtse FC
- Tensung
- Thimphu City
- Transport United
- Tsirang FC

## Landskampioenen
- 2012/13: Yeedzin FC
- 2013: Ugyen Academy FC
- 2014: Druk United FC
- 2015: FC Tertons
- 2016: Thimphu City FC
- 2017: Transport United
- 2018: Transport United
- 2019: Paro FC
- 2020: Thimphu City FC
- 2021: Paro FC
- 2022/23: Paro FC
- 2023: Paro FC
- 2024: Paro FC

## Totaal kampioenschappen per club
| Club             | Aantal kampioenschappen |
| ---------------- | ----------------------- |
| Paro FC          | 5                       |
| Transport United | 2                       |
| Thimphu City FC  | 2                       |
| Ugyen Academy FC | 1                       |
| Yeedzin FC       | 1                       |
| Druk United FC   | 1                       |
| FC Tertons       | 1                       |

BFF Academy U-19 · Paro FC · Phuentsholing United · Royal Thimphu College FC · Tensung · Thimphu City · Transport United · Tsirang FC